# SV Darmstadt 98/Saison 2015/16
Die Saison 2015/16 des SV Darmstadt 98 war die 118. Saison in der Vereinsgeschichte. Nach dem Durchmarsch von der 3. Liga 2013/14 über die 2. Bundesliga 2014/15 in die 1. Bundesliga 2015/16 erlebte der SV Darmstadt 98 nach 33-jähriger Abstinenz die dritte Bundesligasaison der Vereinsgeschichte nach den „Feierabendfussballern vom Böllenfalltor“ der früheren Bundesligasaisons 1978/79 und 1981/82.
Wie auch in der vorherigen Zweitligasaison gingen die Lilien als die krassen Außenseiter in die Saison. Unter Trainer Dirk Schuster lag die Mannschaft jedoch zu keinem Zeitpunkt der Saison auf einem Abstiegs- oder Relegationsplatz und spielte genug Punkte ein, um mit dem 14. Tabellenplatz erstmals den Klassenerhalt in der 1. Bundesliga zu erreichen, woran auch Stürmer Sandro Wagner mit 14 Ligatoren einen wesentlichen Anteil hatte. Zudem lag man in der Tabelle vor dem hessischen Rivalen Eintracht Frankfurt, sodass der SV Darmstadt 98 erstmals den bestplatziertesten hessischen Fußballverein stellte.
Im DFB-Pokal 2015/16 schied man nach Siegen gegen TuS Erndtebrück und Hannover 96 im Achtelfinale gegen den späteren Pokalsieger FC Bayern München aus.

## Verlauf der Saison

### Personalveränderungen und Saisonvorbereitung
Nach dem Durchmarsch von der 3. Liga 2013/14 über die 2. Bundesliga 2014/15 in die 1. Bundesliga 2015/16 erlebte der SV Darmstadt 98 nach 33-jähriger Abstinenz die dritte Bundesligasaison der Vereinsgeschichte nach den „Feierabendfussballern vom Böllenfalltor“ der früheren Bundesligasaisons 1978/79 und 1981/82. Das große, öffentliche Interesse beschleunigte die umfassende Modernisierung und Verbesserung der Infrastruktur des Vereins. Im Merck-Stadion am Böllenfalltor waren für die Bundesliga provisorische Umbauten nötig, doch der mittelfristige Umbau des Stadions wurde nun schneller vorangetrieben. Auch aktualisierte der Verein sein Logo bzw. Vereinswappen im Sommer 2015, sodass vor allem der Namensschriftzug im Logo in eine modernere Schriftart abgeändert wurde. Dezent wurde der Slogan „Wir Lilien. Aus Tradition anders“ als Leitbild zu Marketingzwecken eingeführt und der Verein konnte einen deutlichen Zuwachs an neuen Mitgliedern und Sponsoren verbuchen.
Wie auch in der vorherigen Zweitligasaison hatte der Verein auch diesmal mit noch größerem Abstand den kleinsten Etat in dieser Bundesligasaison. Von den Drittligaspielern von vor noch zwei Jahren wurden in dieser Bundesligasaison Kapitän Aytaç Sulu (33 Spiele, 7 Tore), Jérôme Gondorf (33 Spiele, 3 Tore) und Marcel Heller (33 Spiele, 6 Tore) noch immer regelmäßig eingesetzt und konnten sich dem Niveau der höchsten deutschen Spielklasse anpassen. Das frühere, sehr erfolgreiche Drittligasturmduo konnte in dieser Liga ihre Leistungen nicht mehr wiederholen: Dominik Stroh-Engel blieb in 15 Einsätzen torlos, Marco Sailer erzielte in 14 Spielen ein Tor (am 2. Oktober 2015 bei einer 2:3-Heimniederlage gegen Mainz). Die weiteren, einstigen Drittligastammspieler kamen in dieser Bundesligasaison wenn überhaupt nur noch sporadisch zum Einsatz: Sandro Sirigu (6 Spiele), Benjamin Gorka (4 Spiele), Milan Ivana (1 Spiel) und Michael Stegmayer (0 Spiele) konnten sich nicht mehr wie zuvor durchsetzen. Von den Spielern, die letzte Saison ab der 2. Bundesliga zu den Lilien dazustießen, blieben Torhüter Christian Mathenia (33 Spiele), Tobias Kempe (31 Spiele), Florian Jungwirth (19 Spiele) und Fabian Holland (18 Spiele) ebenso auch in der 1. Bundesliga wichtige Eckpfeiler der Mannschaft. Auch Ersatztorhüter Patrick Platins blieb im Team, jedoch ohne Ligaeinsatz.
Drei andere Stammkräfte der Vorsaison hingegen verließen den Verein: Romain Brégerie zum FC Ingolstadt 04 sowie Leon Balogun zum 1. FSV Mainz 05 als Ligakonkurrenten in der Bundesliga und Hanno Behrens zum 1. FC Nürnberg verblieb folglich in der 2. Bundesliga. Der in Liga 2 blassgebliebene Maurice Exslager kehrte zum 1. FC Köln zurück, Ronny König ging in die 3. Liga zum Chemnitzer FC und die in der 2. Bundesliga ohne Ligaeinsatz gebliebenen Jugendspieler Janik Bachmann, Marco Komenda, Serkan Firat, Timon Fröhlich und Marius Sauss verließen ebenfalls den Verein. Den 10 Abgängen standen 13 Neuzugänge gegenüber, darunter vier Eigengewächse der hauseigenen U19, welche zwar ohne Einsatz bleiben sollten, aber mit Luca Caldirola (Werder Bremen), Júnior Díaz (1. FSV Mainz 05), György Garics (FC Bologna), Peter Niemeyer (Hertha BSC), Slobodan Rajković (Hamburger SV), Konstantin Rausch, (VfB Stuttgart), Mario Vrančić (SC Paderborn 07) und Sandro Wagner (Hertha BSC) konnten auch erfahrene Spieler verpflichtet werden, welche der Mannschaft spürbar weiterhalfen. Hinzu kam Łukasz Załuska als neuer, dritter Torhüter.
Es wurden in der Sommervorbereitung vor dem Ligastart sechs Testspiele bestritten, von denen fünf gewonnen wurden. Gegen zwei Mannschaften aus der fünftklassigen Oberliga Baden-Württemberg wurden direkt nacheinander mit 1:0 (gegen die TSG Balingen) und 10:0 (gegen den Kehler FV) zwei recht unterschiedlich hoch ausfallende Siege geholt. Das Saisoneröffnungsspiel am heimischen Merck-Stadion bestritt man am 18. Juli 2015 gegen den Drittligisten FC Rot-Weiß Erfurt und verlor vor 6.000 Zuschauern nach einer 2:0-Führung mit 2:3. Eine Wiedergutmachung erfolgte am 31. Juli 2015 mit einem 3:1-Sieg gegen den spanischen Erstligisten Betis Sevilla, zuhause vor 9.100 Zuschauern.

### Hinrunde
Das erste Pflichtspiel der Saison war in der ersten Runde des DFB-Pokals 2015/16, als man den sechstklassigen TuS Erndtebrück mit 5:0 im Siegener Leimbachstadion schlug. Das erste Bundesligaspiel seit 33 Jahren endete am 15. August 2015 mit einem 2:2 gegen Hannover 96 im Darmstädter Merck-Stadion am Böllenfalltor, beide Lilientore schoss Marcel Heller. Nach weiteren Unentschieden (1:1 gegen den FC Schalke 04 und 0:0 gegen die TSG 1899 Hoffenheim) gab es zum 4. Spieltag am 12. September 2015 dann mit einem 1:0-Auswärtserfolg bei Bayer 04 Leverkusen mit einem Tor durch Aytaç Sulu den ersten Bundesligasieg. So blieb man bis zum 5. Spieltag ungeschlagen, als man sich am 19. September 2015 zuhause mit 0:3 gegen den FC Bayern München geschlagen geben musste. Anschließend konnte gegen Werder Bremen mit 2:1 gewonnen werden, indem Sandro Wagner seine ersten beiden Tore für Darmstadt erzielte und das Spiel damit drehte. Am 27. September 2015 trat man vor 81.359 Zuschauern im Signal Iduna Park gegen den Meisterschaftskandidat Borussia Dortmund (welche am Saisonende den zweiten Tabellenplatz belegte) an und konnte dort in der 90. Minute durch Sulu zum 2:2 ausgleichen und einen Punkt mitnehmen. Einer Niederlage gegen den 1. FSV Mainz 05 (2:3), bei dem Publikumsliebling Marco Sailer sein einziges Bundesligator erzielte, folgte ein 2:0-Auswärtssieg beim FC Augsburg, dann jedoch Niederlagen gegen den VfL Wolfsburg und VfB Stuttgart.
In der zweiten Runde des DFB-Pokals trat man zuhause gegen Ligakonkurrent Hannover 96 an und qualifizierte sich mit einem 2:1-Sieg für das Achtelfinale. Gegen den Hamburger SV spielte man 1:1, verlor 1:3 gegen Mitaufsteiger FC Ingolstadt 04 und es kam zu einem 0:0 gegen den 1. FC Köln, ehe das Hessenduell gegen Eintracht Frankfurt am 6. Dezember 2015, auswärts in der Commerzbank-Arena, vor 51.500 Zuschauern mit 1:0 durch Sulu gewonnen werden konnte. Die letzten Ligaspiele des Kalenderjahres 2015 gegen Hertha BSC (0:4) und Borussia Mönchengladbach (2:3) gingen jedoch verloren und man rutschte zur Winterpause auf den 13. Tabellenplatz ab. Im Achtelfinale des DFB-Pokals wurde man dem FC Bayern München zugelost und schied so am 15. Dezember 2015 nach einem 0:1 durch Xabi Alonso in der Allianz-Arena vor 72.500 Zuschauern aus dem Pokalwettbewerb aus, während die Bayern am Ende der Saison den DFB-Pokal gewinnen sollten.

### Rückrunde
In der Winterpause gab es keine personellen Abgänge und mit dem vom FC Schalke 04 nach Darmstadt verliehenen, im Februar 2016 erst 20 Jahre alt gewordenen Stürmer Felix Platte auch nur einen Neuzugang, jedoch konnte Platte in seinen elf Einsätzen in der Rückrunde keinen Torerfolg erzielen. Die drei Testspiele in der Rückrunden-Vorbereitung wurden gegen den Drittligisten Chemnitzer FC gewonnen (2:0), gegen den türkischen Erstligisten Kasımpaşa Istanbul unentschieden gespielt (1:1) und gegen den Zweitligisten 1. FC Nürnberg verloren (0:1).
Das erste Ligaspiel des Kalenderjahres 2016 wurde mit 2:1 gegen Hannover 96 gewonnen, erneut drehte Sandro Wagner mit zwei Toren einen Rückstand zu einem Sieg. Man verlor gegen den FC Schalke 04 (0:2), gewann gegen die TSG 1899 Hoffenheim (2:0) und verlor dann wieder gegen Bayer 04 Leverkusen (1:2) und den FC Bayern München (1:3), wobei man in der Allianz Arena beim späteren deutschen Meister und Double-Sieger zur Pause noch mit 1:0 durch Sandro Wagner führte. Einem 2:2 bei Werder Bremen und einer 0:2-Niederlage gegen Borussia Dortmund folgten vier Unentschieden in Folge: 0:0 gegen den 1. FSV Mainz 05, 2:2 gegen den FC Augsburg, 1:1 gegen den VfL Wolfsburg und 2:2 gegen den VfB Stuttgart, ehe man zum ersten und einzigen Mal in dieser Saison zwei Siege in Folge verbuchen konnte: Ein 2:1-Sieg im Volksparkstadion gegen den Hamburger SV und ein 2:0-Erfolg im heimischen Merck-Stadion am Böllenfalltor gegen den FC Ingolstadt 04.
Die folgenden Spiele gegen den 1. FC Köln (1:4) und Eintracht Frankfurt (1:2) wurden zwar verloren, doch am 7. Mai 2016, dem 33. und vorletzten Spieltag, konnte mit einem 2:1-Auswärtssieg gegen Hertha BSC im Olympiastadion Berlin vor 60.280 Zuschauern der erste Klassenerhalt des SV Darmstadt 98 in der 1. Bundesliga perfekt gemacht werden, als Jérôme Gondorf und Sandro Wagner mit ihren Toren einen Rückstand zum dreifachen Punktgewinn drehten. So war das letzte Ligaspiel der Saison für Darmstadt 98 ohne große Brisanz, stattdessen feierte man auch am letzten Spieltag (0:2 gegen den Tabellenvierten Borussia Mönchengladbach, bei dem Ersatztorwart Łukasz Załuska ein Pflichtspiel absolvieren durfte) den Ligaverbleib vor heimischem Publikum und schloss die Saison auf dem 14. Tabellenplatz vor der TSG 1899 Hoffenheim, Eintracht Frankfurt und den absteigenden VfB Stuttgart und Hannover 96 ab, was den Lilien, welche im Laufe der gesamten Saison zu keinem Zeitpunkt auf einem Abstiegs- oder Relegationsplatz standen, vor Saisonbeginn kaum jemand zugetraut hatte.

## Personalien

### Sportliche Leitung und Vereinsführung
| Name                        | Funktion                                                   |                           |
| Trainer- und Betreuerstab   | Trainer- und Betreuerstab                                  | Trainer- und Betreuerstab |
| --------------------------- | ---------------------------------------------------------- | ------------------------- |
| Dirk Schuster               | Cheftrainer                                                |                           |
| Sascha Franz                | Co-Trainer                                                 |                           |
| Dimo Wache                  | Torwarttrainer                                             |                           |
| Holger Fach (ab 01.04.2016) | Chefscout                                                  |                           |
| Dr. med. Michael Weingart   | Mannschaftsarzt                                            |                           |
| Dirk Schmitt                | Physiotherapeut                                            |                           |
| Helmut Koch                 | Betreuer                                                   |                           |
| Utz Pfeiffer                | Betreuer                                                   |                           |
| Präsidium                   |                                                            |                           |
| Rüdiger Fritsch             | Präsident                                                  |                           |
| Markus Pfitzner             | Vize-Präsident                                             |                           |
| Volker Harr                 | Vize-Präsident                                             |                           |
| Tom Eilers                  | Lizenzspielerbereich                                       |                           |
| Anne Baumann                | Finanzen                                                   |                           |
| Wolfgang Arnold             | Amateurabteilungen, Infrastruktur, Logistik und Sicherheit |                           |
| Uwe Kuhl                    | Sportliche Entwicklung und Nachwuchsleistungszentrum       |                           |

### Kader
| Kader Saison 2015/16 | Kader Saison 2015/16 | Kader Saison 2015/16    | Kader Saison 2015/16 | Kader Saison 2015/16  | Kader Saison 2015/16 | Kader Saison 2015/16 |
| Nr.                  | Spieler              | Nat.                    | Geburtsdatum         | vorheriger Verein     | Ligaspiele           | Ligatore             |
| Torhüter             | Torhüter             | Torhüter                | Torhüter             | Torhüter              | Torhüter             | Torhüter             |
| -------------------- | -------------------- | ----------------------- | -------------------- | --------------------- | -------------------- | -------------------- |
| 01                   | Patrick Platins      | Deutschland             | 19.04.1983           | Arminia Bielefeld     | 0                    | 0                    |
| 31                   | Christian Mathenia   | Deutschland             | 31.03.1992           | 1. FSV Mainz 05       | 33                   | 0                    |
| 40                   | Łukasz Załuska       | Polen                   | 16.06.1982           | Celtic Glasgow        | 1                    | 0                    |
| Abwehr               |                      |                         |                      |                       |                      |                      |
| 03                   | Michael Stegmayer    | Deutschland             | 12.01.1985           | SpVgg Unterhaching    | 0                    | 0                    |
| 04                   | Aytaç Sulu           | Turkei                  | 11.12.1985           | SC Rheindorf Altach   | 33                   | 7                    |
| 05                   | Benjamin Gorka       | Deutschland             | 15.04.1984           | VfR Aalen             | 4                    | 0                    |
| 13                   | György Garics        | Osterreich              | 08.03.1984           | FC Bologna            | 21                   | 0                    |
| 15                   | Júnior Díaz          | Costa Rica              | 12.09.1983           | 1. FSV Mainz 05       | 12                   | 0                    |
| 17                   | Sandro Sirigu        | Italien                 | 07.10.1988           | 1. FC Heidenheim      | 6                    | 0                    |
| 32                   | Fabian Holland       | Deutschland             | 11.07.1990           | Hertha BSC            | 18                   | 0                    |
| 33                   | Luca Caldirola       | Italien                 | 01.02.1991           | Werder Bremen         | 34                   | 0                    |
| 35                   | Slobodan Rajković    | Serbien                 | 03.02.1989           | Hamburger SV          | 15                   | 1                    |
| 39                   | Noel Wembacher       | Deutschland             | 15.03.1997           | SV St. Stephan        | 0                    | 0                    |
| Mittelfeld           |                      |                         |                      |                       |                      |                      |
| 06                   | Mario Vrančić        | Bosnien und Herzegowina | 23.05.1989           | SC Paderborn 07       | 22                   | 2                    |
| 08                   | Jérôme Gondorf       | Deutschland             | 26.06.1988           | Stuttgarter Kickers   | 33                   | 3                    |
| 10                   | Jan Rosenthal        | Deutschland             | 07.04.1986           | Eintracht Frankfurt   | 23                   | 0                    |
| 11                   | Tobias Kempe         | Deutschland             | 27.06.1989           | Dynamo Dresden        | 31                   | 0                    |
| 18                   | Peter Niemeyer       | Deutschland             | 22.11.1983           | Hertha BSC            | 31                   | 2                    |
| 20                   | Marcel Heller        | Deutschland             | 12.02.1986           | Alemannia Aachen      | 33                   | 6                    |
| 23                   | Florian Jungwirth    | Deutschland             | 27.01.1989           | VfL Bochum            | 19                   | 0                    |
| 25                   | Yannick Stark        | Deutschland             | 28.10.1990           | TSV 1860 München      | 0                    | 0                    |
| 27                   | Milan Ivana          | Slowakei                | 26.11.1983           | SV Wehen Wiesbaden    | 1                    | 0                    |
| 34                   | Konstantin Rausch    | Deutschland             | 15.03.1990           | VfB Stuttgart         | 31                   | 2                    |
| 36                   | Jan Finger           | Deutschland             | 02.01.1997           | SC Viktoria Griesheim | 0                    | 0                    |
| 37                   | Ali Kazimi           | Afghanistan             | 30.06.1997           | Rot-Weiß Walldorf     | 0                    | 0                    |
| 38                   | Nick Volk            | Deutschland             | 12.11.1997           | SC Viktoria Griesheim | 0                    | 0                    |
| Angriff              |                      |                         |                      |                       |                      |                      |
| 07                   | Marco Sailer         | Deutschland             | 16.11.1985           | 1. FC Heidenheim      | 14                   | 1                    |
| 09                   | Dominik Stroh-Engel  | Deutschland             | 27.11.1985           | SV Wehen Wiesbaden    | 15                   | 0                    |
| 14                   | Sandro Wagner        | Deutschland             | 29.11.1987           | Hertha BSC            | 32                   | 14                   |
| 19                   | Felix Platte         | Deutschland             | 11.02.1996           | FC Schalke 04         | 11                   | 0                    |

### Transfers

#### Transfers Winter 2015/16
| Zugänge Winter 2015/16                 | Abgänge Winter 2015/16 |
| -------------------------------------- | ---------------------- |
| \| Felix Platte \| FC Schalke 04 a. \| | —                      |
| Felix Platte                           | FC Schalke 04 a.       |

#### Transfers Sommer 2015
| Luca Caldirola    | Werder Bremen a.    |
| Júnior Díaz       | 1. FSV Mainz 05     |
| Jan Finger        | SV Darmstadt 98 U19 |
| György Garics     | FC Bologna          |
| Ali Kazimi        | SV Darmstadt 98 U19 |
| Peter Niemeyer    | Hertha BSC          |
| Slobodan Rajković | Hamburger SV        |
| Konstantin Rausch | VfB Stuttgart       |
| Nick Volk         | SV Darmstadt 98 U19 |
| Mario Vrančić     | SC Paderborn 07     |
| Sandro Wagner     | Hertha BSC          |
| Noel Wembacher    | SV Darmstadt 98 U19 |
| Łukasz Załuska    | Celtic Glasgow      |

| Janik Bachmann   | Hannover 96 II         |
| Leon Balogun     | 1. FSV Mainz 05        |
| Hanno Behrens    | 1. FC Nürnberg         |
| Romain Brégerie  | FC Ingolstadt 04       |
| Maurice Exslager | 1. FC Köln w.a.        |
| Serkan Firat     | SC Viktoria Griesheim  |
| Timon Fröhlich   | Karriereende           |
| Marco Komenda    | Sportfreunde Siegen    |
| Ronny König      | Chemnitzer FC          |
| Marius Sauss     | Lupo Martini Wolfsburg |

| Fabian Holland | Hertha BSC          |
| Jan Rosenthal  | Eintracht Frankfurt |

| Fabian Holland | Hertha BSC w.a.          |
| Jan Rosenthal  | Eintracht Frankfurt w.a. |

## Spiele

### 1. Bundesliga
Die Tabelle listet alle Spiele des Vereins in der Fußball-Bundesliga 2015/16 auf. Siege sind grün, Unentschieden sind gelb und Niederlagen sind rot hinterlegt.
| ST | Datum              | Gegner                   | Platz    | Ort                                       | Zuschauer | Ergebnis  | Tore                                                                                       |
| -- | ------------------ | ------------------------ | -------- | ----------------------------------------- | --------- | --------- | ------------------------------------------------------------------------------------------ |
| 1  | 15. August 2015    | Hannover 96              | Heim     | Merck-Stadion am Böllenfalltor, Darmstadt | 17.000    | 2:2 (1:0) | 1:0 Heller (31.), 1:1 Benschop (48.), 2:1 Heller (54.), 2:2 Sulu (62., Eigentor)           |
| 2  | 22. August 2015    | FC Schalke 04            | Auswärts | Veltins-Arena, Gelsenkirchen              | 61.565    | 1:1 (0:1) | 0:1 Rausch (9.), 1:1 Draxler (47.)                                                         |
| 3  | 29. August 2015    | TSG 1899 Hoffenheim      | Heim     | Merck-Stadion am Böllenfalltor, Darmstadt | 17.000    | 0:0 (0:0) | —                                                                                          |
| 4  | 12. September 2015 | Bayer 04 Leverkusen      | Auswärts | BayArena, Leverkusen                      | 29.396    | 0:1 (0:1) | 0:1 Sulu (8.)                                                                              |
| 5  | 19. September 2015 | FC Bayern München        | Heim     | Merck-Stadion am Böllenfalltor, Darmstadt | 17.000    | 0:3 (0:1) | 0:1 Vidal (20.), 0:2 Coman (62.), 0:3 Rode (63.)                                           |
| 6  | 22. September 2015 | Werder Bremen            | Heim     | Merck-Stadion am Böllenfalltor, Darmstadt | 17.000    | 2:0 (1:0) | 0:1 Jóhannsson (19.), 1:1 Wagner (31., Elfmeter), 2:1 Wagner (84.)                         |
| 7  | 27. September 2015 | Borussia Dortmund        | Auswärts | Signal Iduna Park, Dortmund               | 81.359    | 2:2 (0:1) | 0:1 Heller (17.), 1:1 Aubameyang (63.), 2:1 Aubameyang (71.), 2:2 Sulu (90.)               |
| 8  | 2. Oktober 2015    | 1. FSV Mainz 05          | Heim     | Merck-Stadion am Böllenfalltor, Darmstadt | 17.000    | 2:3 (1:2) | 0:1 Bell (15.), 0:2 Malli (24.), 1:2 Heller (27.), 2:2 Sailer (57.), 2:3 De Blasis (64.)   |
| 9  | 17. Oktober 2015   | FC Augsburg              | Auswärts | WWK-Arena, Augsburg                       | 30.009    | 0:2 (0:2) | 0:1 Wagner (7.), 0:2 Niemeyer (29.)                                                        |
| 10 | 24. Oktober 2015   | VfL Wolfsburg            | Heim     | Merck-Stadion am Böllenfalltor, Darmstadt | 15.800    | 0:1 (0:0) | 0:1 Caligiuri (78.)                                                                        |
| 11 | 1. November 2015   | VfB Stuttgart            | Auswärts | Mercedes-Benz-Arena, Stuttgart            | 55.200    | 2:0 (0:0) | 1:0 Garics (68., Eigentor), 0:2 Werner (90.+4)                                             |
| 12 | 7. November 2015   | Hamburger SV             | Heim     | Merck-Stadion am Böllenfalltor, Darmstadt | 17.000    | 1:1 (0:1) | 0:1 Lasogga (29., Elfmeter), 1:1 Heller (47.)                                              |
| 13 | 22. November 2015  | FC Ingolstadt 04         | Auswärts | Audi-Sportpark, Ingolstadt                | 14.551    | 3:1 (0:1) | 0:1 Sulu (9.), 1:1 Bauer (58.), 2:1 Hartmann (60., Elfmeter), 3:1 Hartmann (88.)           |
| 14 | 27. November 2015  | 1. FC Köln               | Heim     | Merck-Stadion am Böllenfalltor, Darmstadt | 17.000    | 0:0 (0:0) | —                                                                                          |
| 15 | 6. Dezember 2015   | Eintracht Frankfurt      | Auswärts | Commerzbank-Arena, Frankfurt am Main      | 51.500    | 0:1 (0:1) | 0:1 Sulu (30.)                                                                             |
| 16 | 12. Dezember 2015  | Hertha BSC               | Heim     | Merck-Stadion am Böllenfalltor, Darmstadt | 17.000    | 0:4 (0:2) | 0:1 Ibišević (12.), 0:2 Plattenhardt (26.), 0:3 Ibišević (50.), 0:4 Kalou (77.)            |
| 17 | 20. Dezember 2015  | Borussia Mönchengladbach | Auswärts | Borussia-Park, Mönchengladbach            | 53.610    | 3:2 (1:1) | 0:1 Heller (28.), 1:1 Stindl (44.), 2:1 Nordtveit (51.), 2:2 Wagner (67.), 3:2 Wendt (86.) |
| 18 | 23. Januar 2016    | Hannover 96              | Auswärts | HDI Arena, Hannover                       | 35.600    | 1:2 (1:1) | 1:0 Almeida (10.), 1:1 Wagner (31.), 1:2 Wagner (47.)                                      |
| 19 | 30. Januar 2016    | FC Schalke 04            | Heim     | Merck-Stadion am Böllenfalltor, Darmstadt | 17.000    | 0:2 (0:1) | 0:1 Meyer (43.), 0:2 Sané (53.)                                                            |
| 20 | 7. Februar 2016    | TSG 1899 Hoffenheim      | Auswärts | Wirsol Rhein-Neckar-Arena, Sinsheim       | 26.231    | 0:2 (0:1) | 0:1 Sulu (33.), 0:2 Rajković (85.)                                                         |
| 21 | 13. Februar 2016   | Bayer 04 Leverkusen      | Heim     | Merck-Stadion am Böllenfalltor, Darmstadt | 16.800    | 1:2 (1:0) | 1:0 Wagner (28.), 1:1 Sulu (62., Eigentor), 1:2 Brandt (77.)                               |
| 22 | 20. Februar 2016   | FC Bayern München        | Auswärts | Allianz Arena, München                    | 75.000    | 3:1 (0:1) | 0:1 Wagner (26.), 1:1 Müller (49.), 2:1 Müller (71.), 3:1 Lewandowski (84.)                |
| 23 | 27. Februar 2016   | Werder Bremen            | Auswärts | Weserstadion, Bremen                      | 40.396    | 2:2 (1:1) | 1:0 Ujah (33.), 1:1 Wagner (44., Elfmeter), 1:2 Sulu (82.), 2:2 Pizarro (89.)              |
| 24 | 2. März 2016       | Borussia Dortmund        | Heim     | Merck-Stadion am Böllenfalltor, Darmstadt | 17.000    | 0:2 (0:1) | 0:1 Ramos (38.), 0:2 Durm (53.)                                                            |
| 25 | 6. März 2016       | 1. FSV Mainz 05          | Auswärts | Coface-Arena, Mainz                       | 34.000    | 0:0 (0:0) | —                                                                                          |
| 26 | 12. März 2016      | FC Augsburg              | Heim     | Merck-Stadion am Böllenfalltor, Darmstadt | 16.000    | 2:2 (2:0) | 1:0 Vrančić (12.), 2:0 Wagner (40.), 2:1 Feulner (63.), 2:2 Finnbogason (90., Elfmeter)    |
| 27 | 19. März 2016      | VfL Wolfsburg            | Auswärts | Volkswagen Arena, Wolfsburg               | 26.422    | 1:1 (0:0) | 0:1 Wagner (82.), 1:1 Schürrle (90.+3.)                                                    |
| 28 | 2. April 2016      | VfB Stuttgart            | Heim     | Merck-Stadion am Böllenfalltor, Darmstadt | 17.000    | 2:2 (1:2) | 1:0 Wagner (26.), 1:1 Gentner (45.), 1:2 Rupp (45.+3), 2:2 Niemeyer (52.)                  |
| 29 | 9. April 2016      | Hamburger SV             | Auswärts | Volksparkstadion, Hamburg                 | 57.000    | 1:2 (0:1) | 0:1 Sulu (38.), 0:2 Gondorf (54.), 1:2 Holtby (90.+2)                                      |
| 30 | 16. April 2016     | FC Ingolstadt 04         | Heim     | Merck-Stadion am Böllenfalltor, Darmstadt | 15.600    | 2:0 (0:0) | 1:0 Rausch (51.), 2:0 Wagner (85.)                                                         |
| 31 | 23. April 2016     | 1. FC Köln               | Auswärts | Rheinenergiestadion, Köln                 | 50.000    | 4:1 (2:1) | 1:0 Modeste (4.), 1:1 Gondorf (12.), 2:1 Modeste (35.), 3:1 Risse (52.), 4:1 Risse (75.)   |
| 32 | 30. April 2016     | Eintracht Frankfurt      | Heim     | Merck-Stadion am Böllenfalltor, Darmstadt | 14.800    | 1:2 (1:0) | 1:0 Vrančić (12.), 1:1 Hasebe (56.), 1:2 Aigner (83.)                                      |
| 33 | 7. Mai 2016        | Hertha BSC               | Auswärts | Olympiastadion, Berlin                    | 60.280    | 1:2 (1:1) | 1:0 Darida (14.), 1:1 Gondorf (24.), 1:2 Wagner (83.)                                      |
| 34 | 14. Mai 2016       | Borussia Mönchengladbach | Heim     | Merck-Stadion am Böllenfalltor, Darmstadt | 17.000    | 0:2 (0:1) | 0:1 Hazard (31.), 0:2 Hahn (63.)                                                           |

### DFB-Pokal
Als Erstligist war der SV Darmstadt 98 automatisch für den DFB-Pokal 2015/16 qualifiziert. Nachdem man beim sechstklassigen TuS Erndtebrück mit 5:0 gewinnen konnte, erreichte der SV Darmstadt 98 nach einem 2:1-Heimsieg gegen Ligakonkurrent Hannover 96 das Achtelfinale, in dem er auswärts beim späteren Pokalsieger FC Bayern München mit 0:1 unterlag.
| Runde        | Datum             | Gegner            | Liga des Gegners    | Platz    | Ort                                       | Zuschauer | Ergebnis  | Tore                                                                                              |
| ------------ | ----------------- | ----------------- | ------------------- | -------- | ----------------------------------------- | --------- | --------- | ------------------------------------------------------------------------------------------------- |
| 1. Runde     | 7. August 2015    | TuS Erndtebrück   | Westfalenliga (VI.) | Auswärts | Leimbachstadion, Siegen                   | 7.857     | 0:5 (0:2) | 0:1 Sailer (9.), 0:2 Stroh-Engel (10.), 0:3 Heller (57.), 0:4 Stroh-Engel (66.), 0:5 Rausch (84.) |
| 2. Runde     | 27. Oktober 2015  | Hannover 96       | 1. Bundesliga       | Heim     | Merck-Stadion am Böllenfalltor, Darmstadt | 15.900    | 2:1 (0:0) | 1:0 Sulu (74.), 1:1 Sobiech (75.), 2:1 Wagner (79.)                                               |
| Achtelfinale | 15. Dezember 2015 | FC Bayern München | 1. Bundesliga       | Auswärts | Allianz Arena, München                    | 72.500    | 1:0 (1:0) | 1:0 Alonso (40.)                                                                                  |

### Testspiele
Diese Tabelle führt die ausgetragenen Testspiele des Vereins in der Saison 2015/16 auf. Siege sind grün, Unentschieden sind gelb und Niederlagen sind rot hinterlegt.
| Datum             | Gegner                  | Liga des Gegners                   | Platz    | Ort                                          | Zuschauer | Ergebnis   | Tore |
| ----------------- | ----------------------- | ---------------------------------- | -------- | -------------------------------------------- | --------- | ---------- | --- |
| 26. Juni 2015     | FC Viktoria 09 Urberach | Verbandsliga Hessen Süd (VI.)      | Auswärts | Waldstadion, Urberach                        | 2.000     | 0:9 (0:5)  | 0:1 Žunić (10.), 0:2 Kempe (23.), 0:3 Stroh-Engel (35.), 0:4 Winter (39.), 0:5 Kempe (41.), 0:6 Ivana (59.), 0:7 Exslager (70.), 0:8 Exslager (75.), 0:9 Sailer (84.)                                |
| 7. Juli 2015      | TSG Balingen            | Oberliga Baden-Württemberg (V.)    | Auswärts | Au-Stadion, Balingen                         | 1.500     | 0:1 (0:1)  | 0:1 Stark (20.) |
| 11. Juli 2015     | Kehler FV               | Oberliga Baden-Württemberg (V.)    | Auswärts | Trainingsanlage Klosterreichenbach           | 650       | 0:10 (0:4) | 0:1 Sulu (6.), 0:2 Stroh-Engel (8.), 0:3 Rausch (15.), 0:4 Stroh-Engel (21), 0:5 Stegmayer (59., Elfmeter), 0:6 Sailer (68.), 0:7 Winter (70.), 0:8 Sailer (73.), 0:9 Sailer (89.), 0:10 Stark (90.) |
| 18. Juli 2015     | FC Rot-Weiß Erfurt      | 3. Liga                            | Heim     | Merck-Stadion am Böllenfalltor, Darmstadt    | 6.000     | 2:3 (1:0)  | 1:0 Rosenthal (22.), 2:0 Rausch (50.), 2:1 Erb (54.), 2:2 Tyrała (74.), 2:3 Biegel (90.) |
| 28. Juli 2015     | Viktoria Aschaffenburg  | Regionalliga Bayern (IV.)          | Auswärts | Stadion am Schönbusch, Aschaffenburg         | 4.132     | 1:3 (0:1)  | 0:1 Kempe (38., Elfmeter), 0:2 Sailer (53.), 1:2 Amouzouvi (67.), 1:3 Sailer (76.) |
| 31. Juli 2015     | Betis Sevilla           | Primera División (I.)              | Heim     | Merck-Stadion am Böllenfalltor, Darmstadt    | 9.100     | 3:1 (2:1)  | 0:1 Cejudo (15.), 1:1 Jungwirth (24.), 2:1 Stroh-Engel (42.), 3:1 Rosenthal (89.) |
| 4. September 2015 | Borussia Neunkirchen    | Oberliga Rheinland-Pfalz/Saar (V.) | Auswärts | Ellenfeldstadion, Neunkirchen (Saar)         | 1.000     | 2:6 (1:5)  | 0:1 Wagner (3.), 0:2 Wagner (13., Elfmeter), 0:3 Kempe (26.), 0:4 Ivana (36.), 1:4 Ljaic (37.), 1:5 Wagner (39.), 2:5 Flätgen (55.), 2:6 Wagner (84.)                                                |
| 9. Oktober 2015   | FC RM Hamm Benfica      | BGL Ligue (I.)                     | Neutral  | Sportplatz im Burgpark, Ginsheim-Gustavsburg | 500       | 2:0 (0:0)  | 1:0 Sirigu (74.), 2:0 Sailer (81.) |
| 13. November 2015 | 1. FSV Mainz 05 II      | 3. Liga                            | Auswärts | Sportanlage Alsheimer Straße, Guntersblum    | 250       | 0:1 (0:1)  | 0:1 Seydel (45.) |
| 6. Januar 2016    | Chemnitzer FC           | 3. Liga                            | Neutral  | Sportplatz Antalya                           | 100       | 2:0 (2:0)  | 1:0 Stroh-Engel (37.), 2:0 Kempe (42.) |
| 10. Januar 2016   | Kasımpaşa Istanbul      | Süper Lig (I.)                     | Neutral  | Sportplatz Belek                             | 100       | 1:1 (0:1)  | 0:1 (12.), 1:1 Vrančić (68., Elfmeter) |
| 16. Januar 2016   | 1. FC Nürnberg          | 2. Bundesliga                      | Heim     | Merck-Stadion am Böllenfalltor, Darmstadt    | 3.000     | 0:1 (0:1)  | 0:1 (2.) |

## Saisonverlauf
| Spieltag | 1  | 2  | 3  | 4  | 5  | 6  | 7 | 8  | 9 | 10 | 11 | 12 | 13 | 14 | 15 | 16 | 17 | 18 | 19 | 20 | 21 | 22 | 23 | 24 | 25 | 26 | 27 | 28 | 29 | 30 | 31 | 32 | 33 | 34 |
| -------- | -- | -- | -- | -- | -- | -- | - | -- | - | -- | -- | -- | -- | -- | -- | -- | -- | -- | -- | -- | -- | -- | -- | -- | -- | -- | -- | -- | -- | -- | -- | -- | -- | -- |
| Spielort | H  | A  | H  | A  | H  | H  | A | H  | A | H  | A  | H  | A  | H  | A  | H  | A  | A  | H  | A  | H  | A  | A  | H  | A  | H  | A  | H  | A  | H  | A  | H  | A  | H  |
| Resultat | U  | U  | U  | S  | N  | S  | U | N  | S | N  | N  | U  | N  | U  | S  | N  | N  | S  | N  | S  | N  | N  | U  | N  | U  | U  | U  | U  | S  | S  | N  | N  | S  | N  |
| Platz    | 10 | 11 | 12 | 11 | 12 | 10 | 9 | 10 | 9 | 11 | 13 | 13 | 13 | 12 | 12 | 12 | 13 | 12 | 14 | 11 | 13 | 14 | 14 | 14 | 15 | 14 | 13 | 13 | 13 | 11 | 13 | 14 | 13 | 14 |

Legende: Spielort: H = Heim; A = Auswärts. Resultat: S = Sieg; U = Unentschieden; N = Niederlage

## Abschlusstabelle

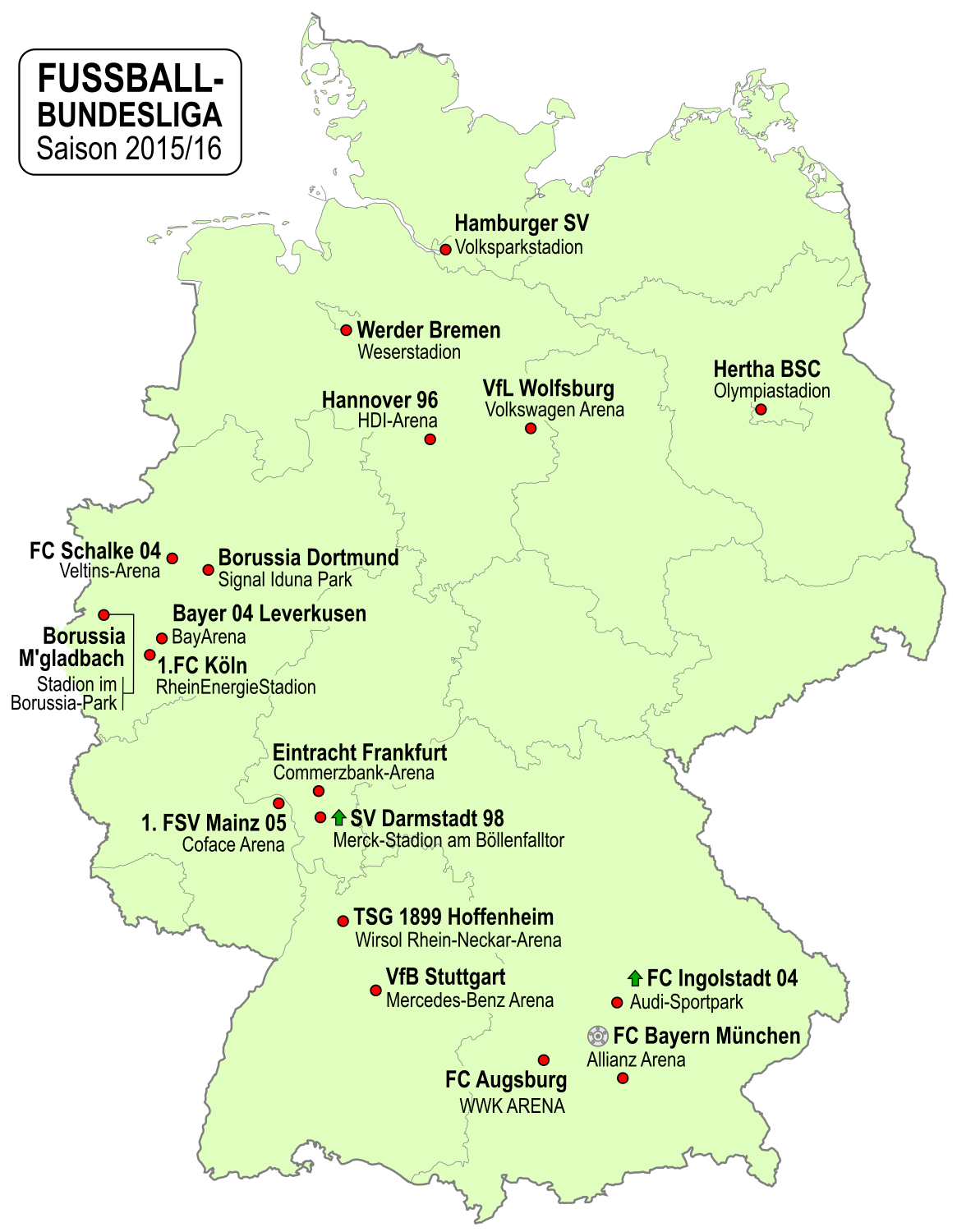
Teilnehmende Vereine der Bundesliga 2015/16

| Pl. | Verein                   | Sp. | S  | U  | N  | Tore    | Diff. | Punkte |
| --- | ------------------------ | --- | -- | -- | -- | ------- | ----- | ------ |
| 1.  | FC Bayern München (M)    | 34  | 28 | 4  | 2  | 080:170 | +63   | 88     |
| 2.  | Borussia Dortmund        | 34  | 24 | 6  | 4  | 082:340 | +48   | 78     |
| 3.  | Bayer 04 Leverkusen      | 34  | 18 | 6  | 10 | 056:400 | +16   | 60     |
| 4.  | Borussia Mönchengladbach | 34  | 17 | 4  | 13 | 067:500 | +17   | 55     |
| 5.  | FC Schalke 04            | 34  | 15 | 7  | 12 | 051:490 | +2    | 52     |
| 6.  | 1. FSV Mainz 05          | 34  | 14 | 8  | 12 | 046:420 | +4    | 50     |
| 7.  | Hertha BSC               | 34  | 14 | 8  | 12 | 042:420 | ±0    | 50     |
| 8.  | VfL Wolfsburg (P)        | 34  | 12 | 9  | 13 | 047:490 | −2    | 45     |
| 9.  | 1. FC Köln               | 34  | 10 | 13 | 11 | 038:420 | −4    | 43     |
| 10. | Hamburger SV (R)         | 34  | 11 | 8  | 15 | 040:460 | −6    | 41     |
| 11. | FC Ingolstadt 04 (N)     | 34  | 10 | 10 | 14 | 033:420 | −9    | 40     |
| 12. | FC Augsburg              | 34  | 9  | 11 | 14 | 042:520 | −10   | 38     |
| 13. | Werder Bremen            | 34  | 10 | 8  | 16 | 050:650 | −15   | 38     |
| 14. | SV Darmstadt 98 (N)      | 34  | 9  | 11 | 14 | 038:530 | −15   | 38     |
| 15. | TSG 1899 Hoffenheim      | 34  | 9  | 10 | 15 | 039:540 | −15   | 37     |
| 16. | Eintracht Frankfurt      | 34  | 9  | 9  | 16 | 034:520 | −18   | 36     |
| 17. | VfB Stuttgart            | 34  | 9  | 6  | 19 | 050:750 | −25   | 33     |
| 18. | Hannover 96              | 34  | 7  | 4  | 23 | 031:620 | −31   | 25     |

| Zum Saisonende 2015/16: |                                                                             |
| Deutscher Meister und Teilnahme an der Gruppenphase der Champions League 2016/17 Teilnahme an der Gruppenphase der Champions League 2016/17 Teilnahme an den Play-offs zur Champions League 2016/17 Teilnahme an der Gruppenphase der Europa League 2016/17 Teilnahme an der 3. Qualifikationsrunde zur Europa League 2016/17, da der Sieger des DFB-Pokalfinales (FC Bayern München) für die Champions League qualifiziert ist Teilnahme an den Relegationsspielen gegen den Drittplatzierten der 2. Bundesliga 2015/16 Abstieg in die 2. Bundesliga 2016/17 |                                                                             |
| |                                                                             |
| Zum Saisonende 2014/15: |                                                                             |
| (M) | Deutscher Meister 2014/15: FC Bayern München                                |
| (P) | DFB-Pokal-Sieger 2014/15: VfL Wolfsburg                                     |
| (R) | Sieger der Relegation 2014/15: Hamburger SV                                 |
| (N) | Aufsteiger aus der 2. Bundesliga 2014/15: FC Ingolstadt 04, SV Darmstadt 98 |

## Zuschauerzahlen
Folgende Tabelle bietet einen Vergleich der Zuschauerzahlen der Heim- und Auswärtsspiele des SV Darmstadt 98 im Ligabetrieb dieser Saison. Die Vereine sind nach Austragungsreihenfolge der Heimspiele nach Spieltag sortiert.
Das Merck-Stadion am Böllenfalltor, damals mit einer maximalen Kapazität von 17.000 Zuschauern, war bei 12 der 17 Bundesliga-Heimspiele der Saison 2015/16 komplett ausverkauft. Dabei war in jedem Spiel der Heimbereich restlos ausverkauft, jedoch wurde von den Gästefans des VfL Wolfsburg, Bayer 04 Leverkusen, FC Augsburg und FC Ingolstadt 04 das Gästekontingent nicht ausgeschöpft. Das Heimspiel gegen Hessenkonkurrent Eintracht Frankfurt wurde wegen einem Sicherheitskonzept der Polizei und Ordner auf 14.800 Zuschauer begrenzt.
| Gegner in Heimspielreihenfolge | Heimspiel | Auswärtsspiel | Austragungsort beim Auswärtsspiel                     |
| ------------------------------ | --------- | ------------- | ----------------------------------------------------- |
| 1. Hannover 96                 | 17.000    | 35.600        | HDI Arena, Hannover                                   |
| 2. TSG 1899 Hoffenheim         | 17.000    | 26.231        | Wirsol Rhein-Neckar-Arena, Sinsheim                   |
| 3. FC Bayern München           | 17.000    | 75.000        | Allianz Arena, München                                |
| 4. Werder Bremen               | 17.000    | 40.396        | Weserstadion, Bremen                                  |
| 5. 1. FSV Mainz 05             | 17.000    | 34.000        | Coface-Arena, Mainz                                   |
| 6. VfL Wolfsburg               | 15.800    | 26.422        | Volkswagen Arena, Wolfsburg                           |
| 7. Hamburger SV                | 17.000    | 57.000        | Volksparkstadion, Hamburg                             |
| 8. 1. FC Köln                  | 17.000    | 50.000        | Rheinenergiestadion, Köln                             |
| 9. Hertha BSC                  | 17.000    | 60.280        | Olympiastadion, Berlin                                |
| 10. FC Schalke 04              | 17.000    | 61.565        | Veltins-Arena, Gelsenkirchen                          |
| 11. Bayer 04 Leverkusen        | 16.800    | 29.396        | BayArena, Leverkusen                                  |
| 12. Borussia Dortmund          | 17.000    | 81.359        | Signal Iduna Park, Dortmund                           |
| 13. FC Augsburg                | 16.000    | 30.009        | WWK-Arena, Augsburg                                   |
| 14. VfB Stuttgart              | 17.000    | 55.200        | Mercedes-Benz-Arena, Stuttgart                        |
| 15. FC Ingolstadt 04           | 15.600    | 14.551        | Audi-Sportpark, Ingolstadt                            |
| 16. Eintracht Frankfurt        | 14.800    | 51.500        | Commerzbank-Arena, Frankfurt am Main                  |
| 17. Borussia Mönchengladbach   | 17.000    | 53.610        | Borussia-Park, Mönchengladbach                        |
| Im Schnitt:                    | 16.647    | 46.007        | Heimspiele: Merck-Stadion am Böllenfalltor, Darmstadt |